# Anchoa choerostoma
Anchoa choerostoma е вид лъчеперка от семейство Engraulidae. Видът е незастрашен от изчезване.

## Разпространение
Разпространен е в Бермудски острови.

## Описание
На дължина достигат до 7,5 cm.